# 逢沙停车场
逢沙停车场是佛山地铁3号线其中一个车辆基地，位于中国广东省佛山市顺德区大良街道广珠西线高速及广珠城际以东、李家沙水道以西、五沙大桥以北地块内，与顺德学院站接轨。

## 信息
逢沙停车场呈北西至南东走向，地块东西长约960m，南北最宽约322m，总用地面积13.89公顷，总建筑面积6.64万平方米。
逢沙停车场设置运用库、检修库、洗车库、工程车库、生产维修楼、试车线等设施；承担3号线电客车、工程车的停放、整备、调试、检修及行车设备设施、机电设备设施维护检修等工作，并作为本线物资备品等的仓储、保管、供应的临时基地。
逢沙停车场内共设20轨道，其中运用库17轨道，可同时停放17列地铁列车，另有检修库3轨道，用于列车检修。

## 历史
- 2021年3月31日，逢沙停车场生产维修楼主体结构顺利封顶[5]。
- 2021年4月18日，逢沙停车场出入场线隧道顺利实现双线贯通[6]。

停车场于2022年3月4日完成热滑试验，3月31日移交生产维修楼予运营事业总部，6月24日完成轨道工程、供电系统、信号系统、综合监控系统、专用通信系统5个子单位工程验收。